# Shogo Nishikawa
Shogo Nishikawa (西河 翔吾 Nishikawa Shogo?), född 1 juli 1983 i Hiroshima prefektur, är en japansk fotbollsspelare.
Nishikawa började sin karriär 2004 i Sanfrecce Hiroshima. Efter Sanfrecce Hiroshima spelade han för Tokushima Vortis, Montedio Yamagata, Yokohama FC, Tochigi SC och FC Ryukyu.